# قله ویلسون
قله ویلسون (به انگلیسی: Wilson Peak) یک کوه در ایالات متحده آمریکا است که در شهرستان سن میگل، کلرادو واقع شده‌است. قله ویلسون ۴٬۲۷۴٫۲۶ متر بالاتر از سطح دریا واقع شده‌است.